# Osarsite
L'osarsite è un minerale appartenente al gruppo dell'arsenopirite.